# Elaine Rosa Salo
Elaine Rosa Salo (Kimberley, 1962 — Delaware, 13 de agosto de 2016) foi uma professora universitária, investigadora e ativista pelos direitos das mulheres e das comunidades negras, tendo começado o seu percurso nos anos 80 do século passado em resposta à violência racial do regime do apartheid.

## Percurso
Salo nasceu em Kimberley, na África do Sul. Foi a terceira filha de Rosa e Edgar "Pax" Salo. Rosa foi professora primária e Edgar foi pedreiro e músico, tendo sido uma grande influência para Elaine desenvolver o seu gosto por música, em especial por jazz. Fez o ensino secundário na William Pescod Secondary School in Kimberly. Em 1980, os seus excelentes resultados levaram-na a ser admitida na Universidade da Cidade do Cabo (UCT), no bacharelato em antropologia, que terminou em 1984.
O confronto com o racismo estrutural da UCT levou ao seu envolvimento político, em particular com grupos organizados de mulheres. Em 1981, Salo entra na United Women's Organization de Western Cape, que em 1986 se junta à Woman's Front, tendo-se tornado o United Women's Congress. Esta organização foi crucial para o surgimento da United Democratic Front. O seu trabalho com mulheres estendeu-se a movimentos comunitários e religiosos em Cape Flats, em particular com mulheres em Manenberg, cujo foco eram as condições de vidas das comunidades negras perante a violência racial do regime de apartheid.
Salo conclui o mestrado em Estudos de Desenvolvimento pela Universidade de Clark em Massachusetts, em 1986, e o Doutoramento em Antropologia com a tese “Respectable Mothers, Tough Men and Good Daughters: Producing Persons in Manenberg Township, South Africa.” pela Universidade de Emory, em 2004 . 
Salo fez parte do Instituto Africano de Género da UCT de 2000 a 2008, onde colaborou com a revista Feminist Africa com vários artigos.  . Mais tarde, assumiu o cargo de directora do departamento de estudos de Género e Mulheres na Universidade de Pretória na África do Sul.
Em 2014, a professora Salo passou a fazer parte do corpo docente da Universidade de Delaware, onde ministrou aulas sobre política da água no Sul global, política de sociedades de transição, género e política.
O percurso cientifico de Salo teve como foco principal as questões de género, identidade, violência, construção social das masculinidades e do machismo, feminismo em África, sexualidade, patriarcado e direitos das mulheres. 
Salo faleceu aos 54 anos, depois de uma longa batalha de 16 anos contra o cancro.

## Reconhecimentos
Em 2016 foi criado um prémio em sua honra, "The Elaine Salo Honours Prize", pela  Anthropology Southern Africa, a associação profissional dos antropólogos sociais que vivem e trabalham no sul da África.
A Associação pelos Direitos da Mulher no Desenvolvimento (AWID) fez um tributo a Elaine Salo em honra da sua trajetória e contributo pelos direitos das mulheres.